# لويس مان
لويس مان (بالإنجليزية: Louis Mann)‏ هو ممثل أمريكي، ولد في 20 أبريل 1865، وتوفي في 15 فبراير 1931.

## وصلات خارجية
- لويس مان على موقع IMDb (الإنجليزية)
- لويس مان على موقع قاعدة بيانات برودواي على الإنترنت (الإنجليزية)
- لويس مان على موقع قاعدة بيانات الفيلم (الإنجليزية)